# Ljoebsja
Ljoebsja (Russisch: Любша) is een archeologische vindplaats op de rechteroever van de rivier de Volchov, ongeveer anderhalve kilometer ten zuiden van Staraja Ladoga. 
Ljoebsja, samen met Ladoga en Alaborg, wordt gezien als een van de belangrijkste centra van het kanaat van Roes.
Uit opgravingen in 1993 bleek dat Ljoebsja de plek is waar het eerste Varjaagse fort in Rusland stond. Het werd gebouwd in de eerste helft van de 8e eeuw, dus vóór Ladoga. Qua bouwstijl en omvang lijkt het op de gelijktijdig gebouwde heuvelforten van het Groot-Moravische Rijk. Het fort brandde af aan het eind van de 9e eeuw. Er lijkt een direct verband tussen de verwoesting van het fort en een conflict (de legendarische opstand van Vadim de Stoute van de Ilmenslovenen) dat de ondergang van het kanaat van Roes kenmerkt. De Noorse naam van Ljoebsja is onbekend.
Ten noorden van Ljoebsja ligt de plaats Gortjsakovsjtsjina, die vroeger dienstdeed als handelsplaats op de plek waar de Volchov uitmondt in het Ladogameer. 